# Abbehausen
Abbehausen ist eine ehemalige eigenständige Arbeiterwohngemeinde und seit 1974 ein Stadtteil der Stadt Nordenham an der Unterweser im Landkreis Wesermarsch in Niedersachsen. Abbehausen setzt sich aus vier Bauerschaften zusammen.

## Geografie

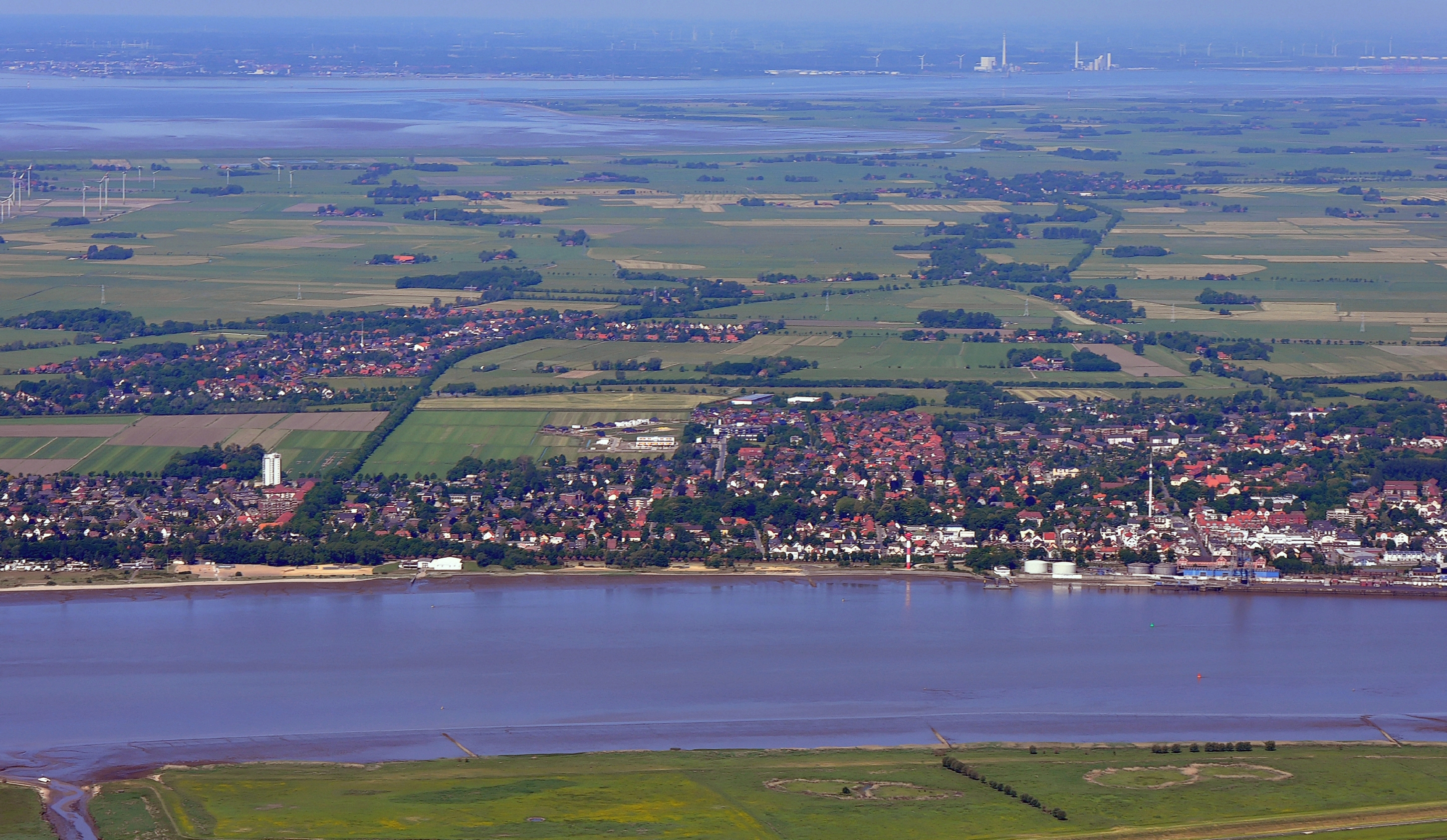
Abbehausen (links von der Bildmitte) zwischen Nordenham im Vordergrund und dem Jadebusen im Hintergrund

Abbehausen liegt etwa drei Kilometer Luftlinie westlich des Stadtzentrums von Nordenham. Die Weser verläuft etwa drei Kilometer östlich des Ortskerns, der früher zu Abbehausen gehörende Hafen Großensiel liegt direkt an der Weser, der Jadebusen ist etwa acht Kilometer westlich vom Ort entfernt. Abbehausen liegt zwei Meter über NN und hat rund 2150 Einwohner auf 29,5 Quadratkilometer.

## Geschichte
Die erste urkundliche Nennung des Ortes erfolgte im Jahre 1312. Als Abbahuasne galt das Dorf als eine Art „Vorort“ für das mittelalterliche Butjadingen-Stadland, doch ist dieses urkundlich nicht mehr nachzuweisen, ebenso wie die Existenz der so genannten „Rüstringer Bundeslade“ in Abbehausen.
Von 1334 bis 1450 lag Abbehausen, zeitweise auch ‚Obbehusen‘ geschrieben, zwischen der Ahne als erstem und der Heete als zweitem Grenzfluss zwischen Stadland und Butjadingen. Im 17. Jahrhundert war es Sitz einer oldenburgischen Vogtei. Im 19. Jahrhundert trat an ihre Stelle Ellwürden als Sitz des Amtes Abbehausen, dann des Amtes Stollhamm und schließlich bis 1933 des Amtes Butjadingen.
Am 1. März 1974 erfolgte die Eingliederung der bis dahin selbständigen Gemeinde Abbehausen mit den 14 Bauerschaften in das Stadtgebiet von Nordenham.
Der am 5. Mai 2001 eingeweihte internationale Nordseeküsten-Radweg (Großbritannien, Niederlande, Deutschland, Dänemark und Norwegen) verläuft durch den Ort.
In Abbehausen befindet sich das Historische Kaufhaus, das am 12. Mai 1853 von Johann Hermann Büsing als Gemischtwarenhandlung im ehemaligen Posthaltereigebäude an der Postroute Ovelgönne–Abbehausen–Stollhamm gegründet wurde. Während in den oberen Stockwerken museale Ausstellungsstücke präsentiert werden, wird im Erdgeschoss immer noch ein Laden mit über 3000 Artikeln des täglichen Bedarfs betrieben.

## Politik
Als einziger Stadtteil der Stadt Nordenham besitzt Abbehausen heute noch einen Ortsrat. Dieser umfasst 15 Sitze. Bei der letzten Ortsratswahl 2021 wurden sechs Sitze von der CDU, fünf von der SPD, zwei von der FDP sowie jeweils einer von den Grünen und der WIN gewonnen. Ortsbürgermeister ist Ralf van Norden (CDU).

## Bauwerke und Sehenswertes
Siehe auch Liste der Baudenkmale in Nordenham
- ev.-luth. Kirche St. Laurentius von 1862 auf und mit den Mauern des Vorgängerbaus aus der zweiten Hälfte des 13. Jahrhunderts,  mit Altarretabel von 1951, Taufstein von um 1628 von  Ludwig Münstermann, Marienglocke von 1695, Barockorgel von 1713 von Arp Schnitger und Grabplatte des Vogts Tonnes Meiners († 1627).
- Kaufhaus Büsing von 1897
- Maibaum in der Butjadinger Straße. Seit 1985 lässt der Abbehauser Gastronom Udo Venema einen Maibaum aufstellen. Der 2018 aufgestellte Baum ist mit 56 m der höchste Maibaum in Deutschland. 2023 wurde ein 70 m langer Baum angeliefert, er soll 2024 aufgestellt werden.[4]
- Moorseer Mühle, deren Geschichte bis ins 17. Jahrhundert zurückreicht, heute Museum

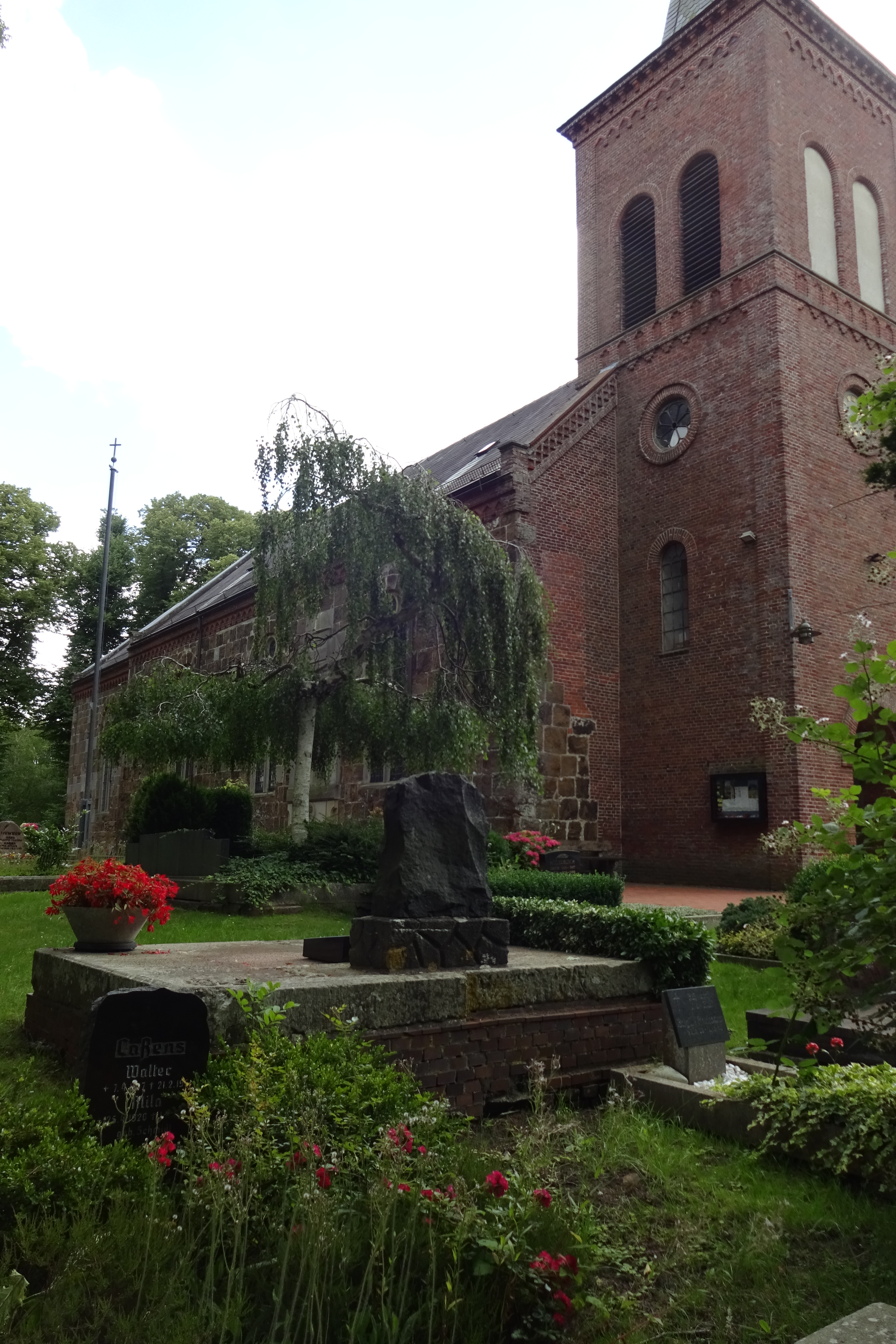
Kirche in Abbehausen
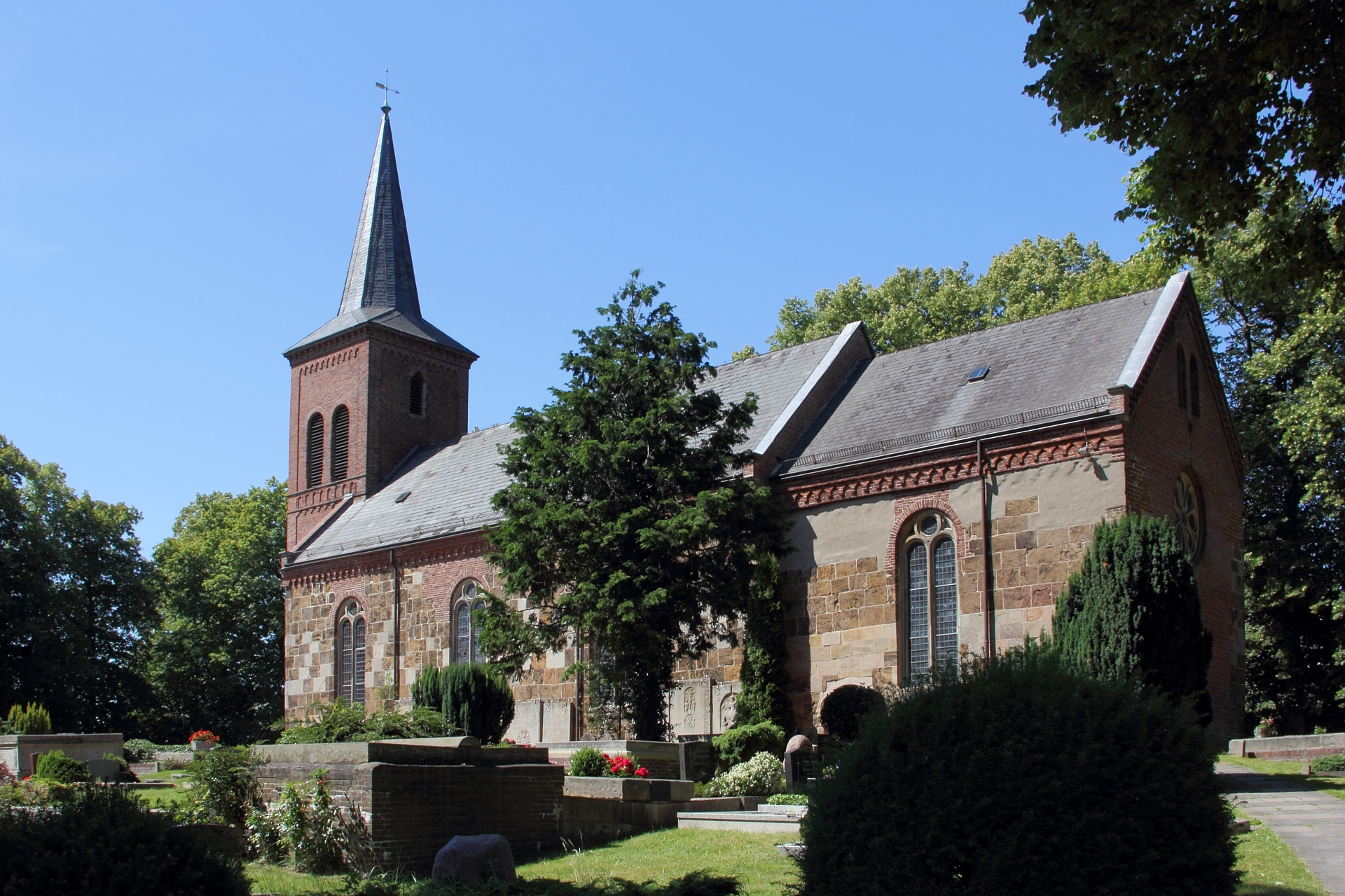
St. Laurentius in Abbehausen
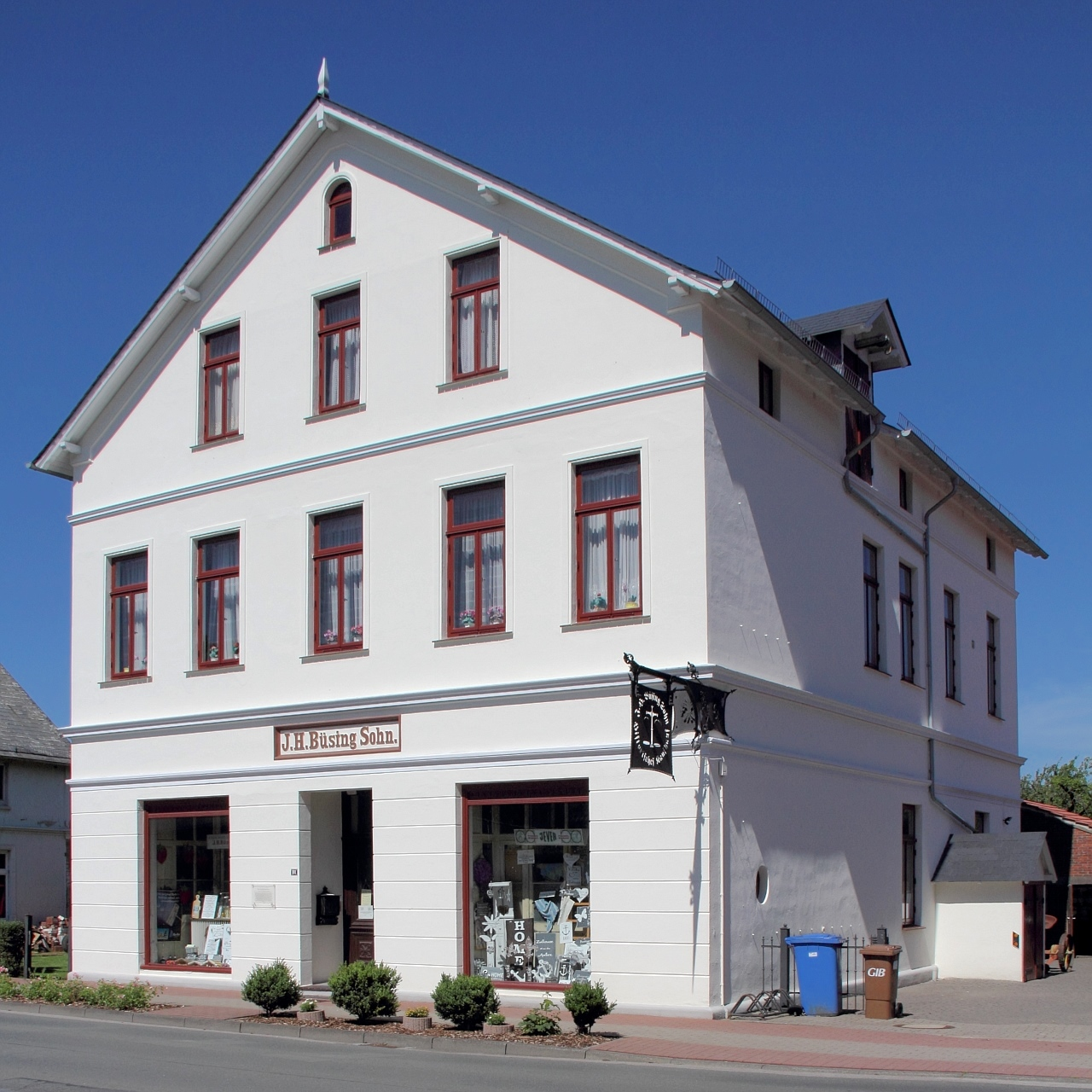
Historisches Kaufhaus Büsing
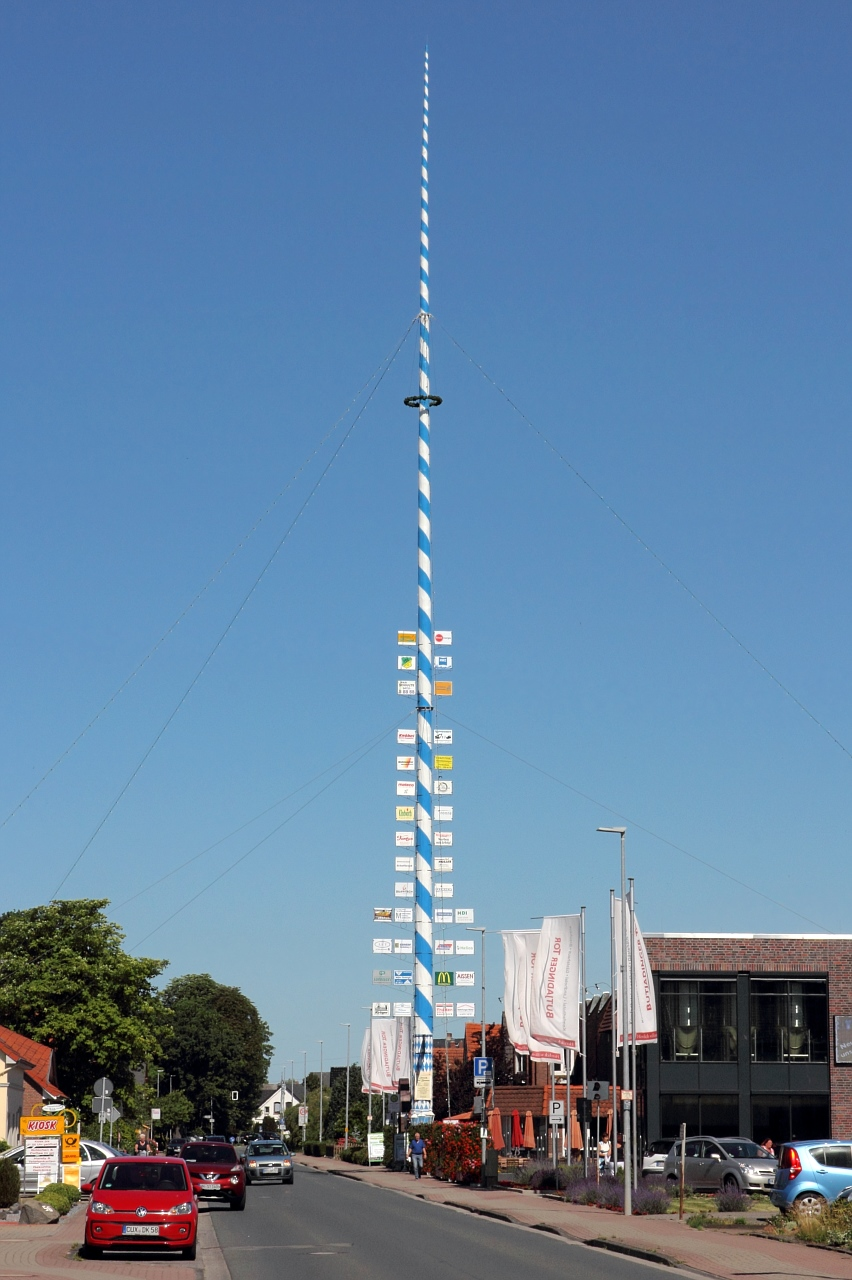
56 m hoher Maibaum in Abbehausen (2018)
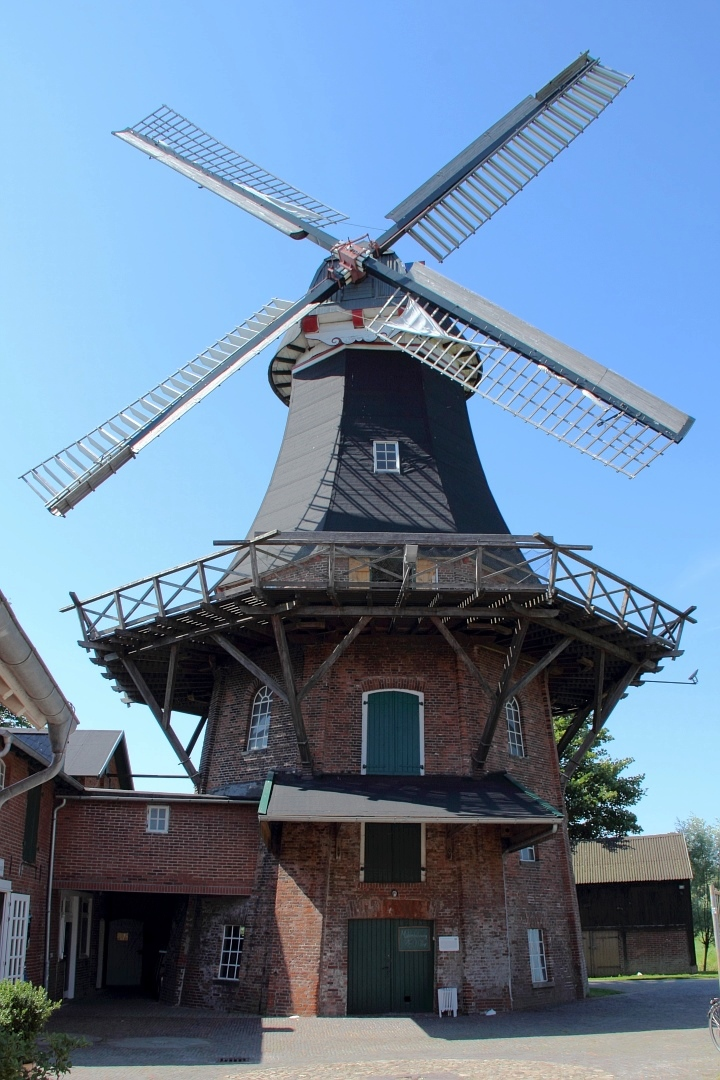
Moorseer Mühle (2012)